# Altenbergen (Georgenthal)
Altenbergen ist ein Ortsteil der Landgemeinde Georgenthal im Landkreis Gotha in Thüringen.

## Lage
Das Dorf liegt am Nordrand des Thüringer Waldes südwestlich von Catterfeld, etwa 15 Kilometer von Gotha entfernt. Die B 88 tangiert den Ort von Crawinkel kommend und nach Eisenach führend. Weiter nördlich verläuft die A 4.

## Geschichte
Der Chronist Johannes Rothe schrieb in seiner um 1430 entstandenen „Düringischen Chronik“, dass auf dem Alteberg oberhalb des heutigen Dorfes Altenbergen im Jahr 724 von dem Missionar Winfried Bonifatius die erste Taufkirche Thüringens, die Johanniskirche, gegründet worden sei. Zeitnahe Belege, die diese Aussage untermauern, fehlen, obwohl das Leben des Bonifatius ausführlich überliefert ist. Sicher ist, dass um das Jahr 1039 Ludwig der Bärtige nach Altenbergen kam und auf dem Alteberg in der durch ihn erweiterten oder durch ihn neu gegründeten Johanniskirche 1042 seinen Sohn (Ludwig der Springer, Erbauer der Wartburg) taufen ließ. Ludwig der Bärtige ist der Stammvater der Thüringer Landgrafen, der Ludowinger. Die Entwicklung und der Machtausbau dieses bedeutenden Adelsgeschlechtes ging von dem Alteberg und dem kleinen Ort Altenbergen aus. Auf dem Alteberg soll Ludwig der Bärtige einen Herrenhof bewohnt haben, bevor er bei Friedrichroda die Schauenburg erbauen ließ. Die Ersterwähnungsurkunde Altenbergens aus dem Jahr 1141 belegt, dass das Altenberger Johanniskirchen-Kirchspiel bereits 100 Jahre vorher existierte, also um die Zeit, als der Stammvater der Ludowinger nach Altenbergen kam. Folglich blickt das Kirchspiel Altenbergen, das sich heute aus den Dörfern Altenbergen, Catterfeld, Finsterbergen und Engelsbach zusammensetzt, auf eine fast tausendjährige Geschichte zurück.
Als 1712 die direkt im Ort liegende Immanuelkirche eingeweiht wurde, verfiel die alte Johanniskirche oben auf dem Berg, bis ihre Reste 1770 ganz beseitigt wurden. Um das Andenken an diese geschichtsträchtige und für Thüringen so bedeutende Kirche zu bewahren, wurde 1811 das Denkmal „Candelaber“ auf dem Alteberg errichtet. Heute ist dieser Platz des Candelabers ein Ausflugsziel für Geschichts- und Naturliebhaber. Informationstafeln geben Auskunft über den geschichtlichen Werdegang der Johanniskirche, über die Ludowinger und über den Bau des Candelabers.
Auf dem Georgsberg soll eine Befestigungsanlage der Grafen von Kevernburg-Schwarzburg gestanden haben. Vorfahr war wohl der Adlige Asulf, der 722 vom Papst wegen seines christlichen Glaubens gelobt wurde. Die Stelle wird Asolveroth genannt. Um 1140 verlegten die Adligen den Sitz auf die Käfernburg bei Arnstadt und nannten sich nach dem neuen Sitz. Die Anlage auf dem Georgsberg wurde ein Kloster, das später nach Georgenthal umsiedelte.
Otto Dobenecker nennt 1142–1153 als Angabe der frühesten urkundlichen Erwähnung.
Ab der Rodungszeit war Forstarbeit die wichtigste Erwerbsquelle der Bevölkerung, später auch Heimarbeit in der Spielzeugherstellung und ab der Industrialisierung die Arbeit in den Fabriken der umliegenden Orte.
Der Ort gehörte bis zur Auflösung des Klosters Reinhardsbrunn 1525 zu diesem und kam dann zum landesherrschaftlichen Amt Reinhardsbrunn, das ab 1640 zum Herzogtum Sachsen-Gotha, ab 1672 zum Herzogtum Sachsen-Gotha-Altenburg und ab 1826 zum Herzogtum Sachsen-Coburg und Gotha gehörte. Seit 1920 liegt Altenbergen im Land Thüringen. 1996 kam Altenbergen zur Gemeinde Leinatal, die am 31. Dezember 2019 in der Landgemeinde Georgenthal aufging.

## Sehenswürdigkeiten

### Ausgrabungsgelände St. Georgsberg

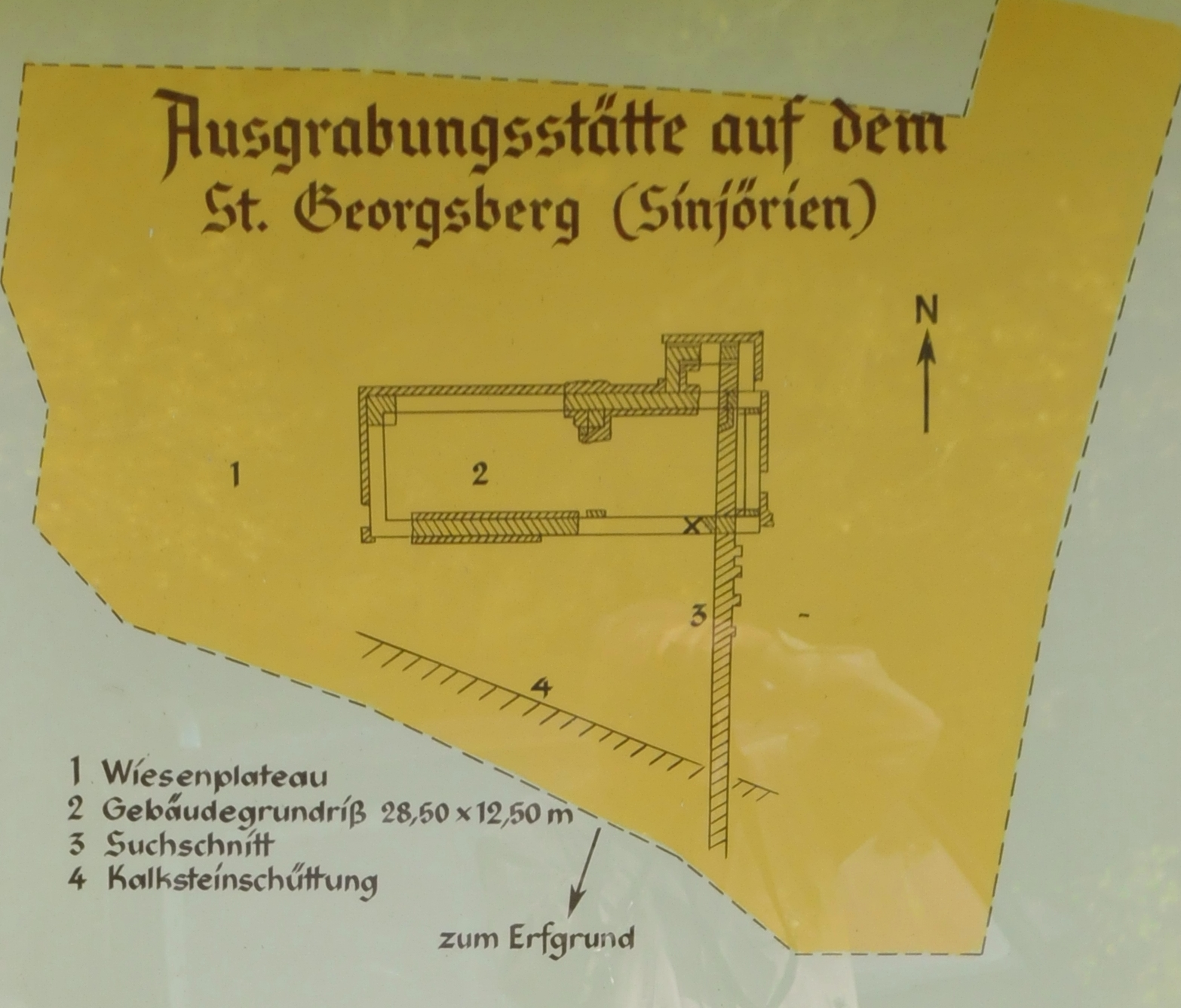
Lageplan des Anwesens am St.-Georgsberg

Eine Infotafel an der Ausgrabungsstätte am St.-Georgsberg berichtet unter der grafischen Darstellung der Grundmauern eines Gebäudes folgendes:
Auf diesem 70 a großen Wiesenplateau entdeckten am 21. November 1962 der Lehrer Roland Scharff und der Georgenthaler Bürger Paul Lesser Mauerzüge dieses oben dargestellten Gebäudekomplexes (vgl. „Alt.-Thür.“, Bd. 7, 1965).
In den Sommermonaten der Jahre 1963 und 1964 legten Schüler der AG „Junge Historiker“ mit Unterstützung der Fachleute des Museums für Ur- und Frühgeschichte Thüringens und des Instituts für Denkmalpflege Erfurt einen 31 m langen und 150 m breiten Suchschnitt an, der teilweise 1,50 m Tiefe erreichte.
Umfangreiche Forschungen ergaben, dass auf diesem St. Georgsberg der Vorläufer des späteren Zisterzienserklosters Georgenthal stand. Nach der Originalurkunde vom 20. März des Jahres 1141 hieß diese Erstgründung Asolveroth. Diese Bezeichnung verweist auf jenen Erstgenannten Asolf, der am 1. Dezember des Jahres 722 in einem Bonifatiusbrief als Erster genannt wurde und hier wohl seine Burg hatte.

### Kandelaber

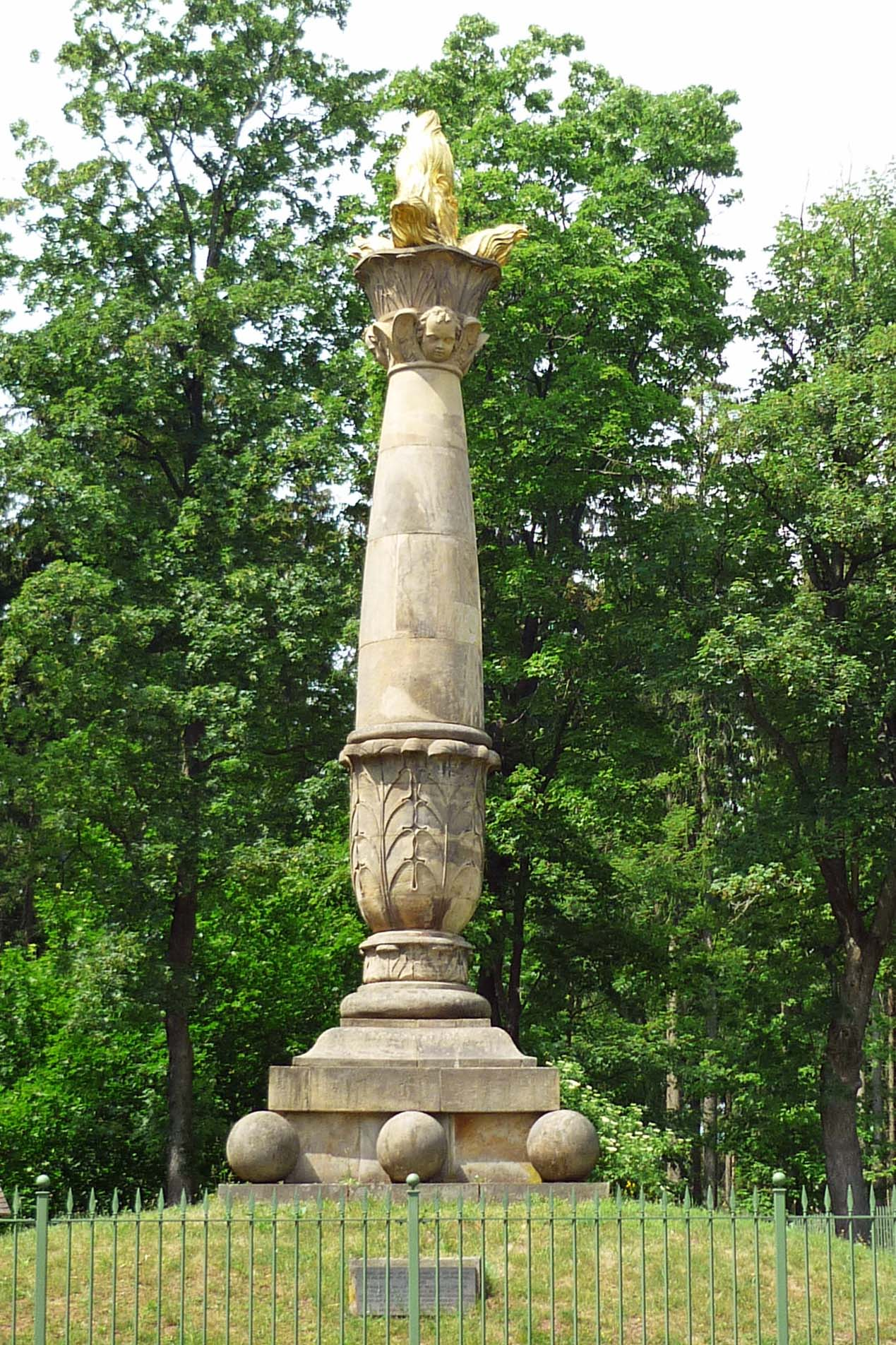
Candelaber bei Altenbergen

Ein bekannter Einwohner Altenbergens war Nicolaus Brückner (1756–1808) (siehe weiter unten). In Anbetracht des zunehmenden Verfalls der Johanniskirche auf dem Georgsberg, deren Bau auf Bonifatius zurückgeht, vermachte er in seinem Testament der Gemeinde 20 Gulden mit dem Wunsch, man möge einen Gedenkstein zur Erinnerung an die Johanniskirche an ihrem ehemaligen Standort aufstellen. Im Gothaer Reichsanzeiger veröffentlichte daraufhin Rudolph Zacharias Becker, gemeinsam mit dem Amtmann Carl Christian Friedrich Langheld, einen Spendenaufruf, der ein breites, konfessionsübergreifendes Echo erzielte. Es reichte bis Erfurt, Leipzig und Dresden und brachte schließlich 1000 Reichstaler ein. Den Auftrag, das Denkmal zu entwerfen und zu errichten, erhielt der Gothaer Hofbildhauer Friedrich Wilhelm Eugen Döll (1750–1816). Das 10 m hohe Denkmal erinnert in seiner Form an einen mittelalterlichen Kirchenleuchter. Er steht auf sieben Stufen und acht Sandsteinkugeln und trägt an seiner Spitze eine von drei Engelsköpfen getragene „Feuerpfanne“, deren stilisierte drei Flammen die drei Konfessionen symbolisieren, die sich nach oben und allen Seiten ausbreiten. Die Grundsteinlegung erfolgte am 17. Juni 1811 in Anwesenheit der Vertreter der vier umliegenden Dörfer Altenbergen, Catterfeld, Finsterbergen und Engelsbach. Die Einweihungsfeier überstieg den gewohnten Rahmen, auch der regierende Landesvater, Herzog August von Sachsen-Gotha und Altenburg nebst Familie, nahm daran teil. Auch heute noch findet alljährlich am Pfingstmontag ein Gedenkgottesdienst statt.
Brückner gilt als Begründer des „Kandelaber“-Baus, eines touristischen Ziels zwischen Catterfeld und dem Campingplatz Paulfeld an der Stelle der früheren Johanniskirche. Die Gemeinde Altenbergen benannte nach Brückner die Hauptstraße des Ortes.

### Immanuelkirche

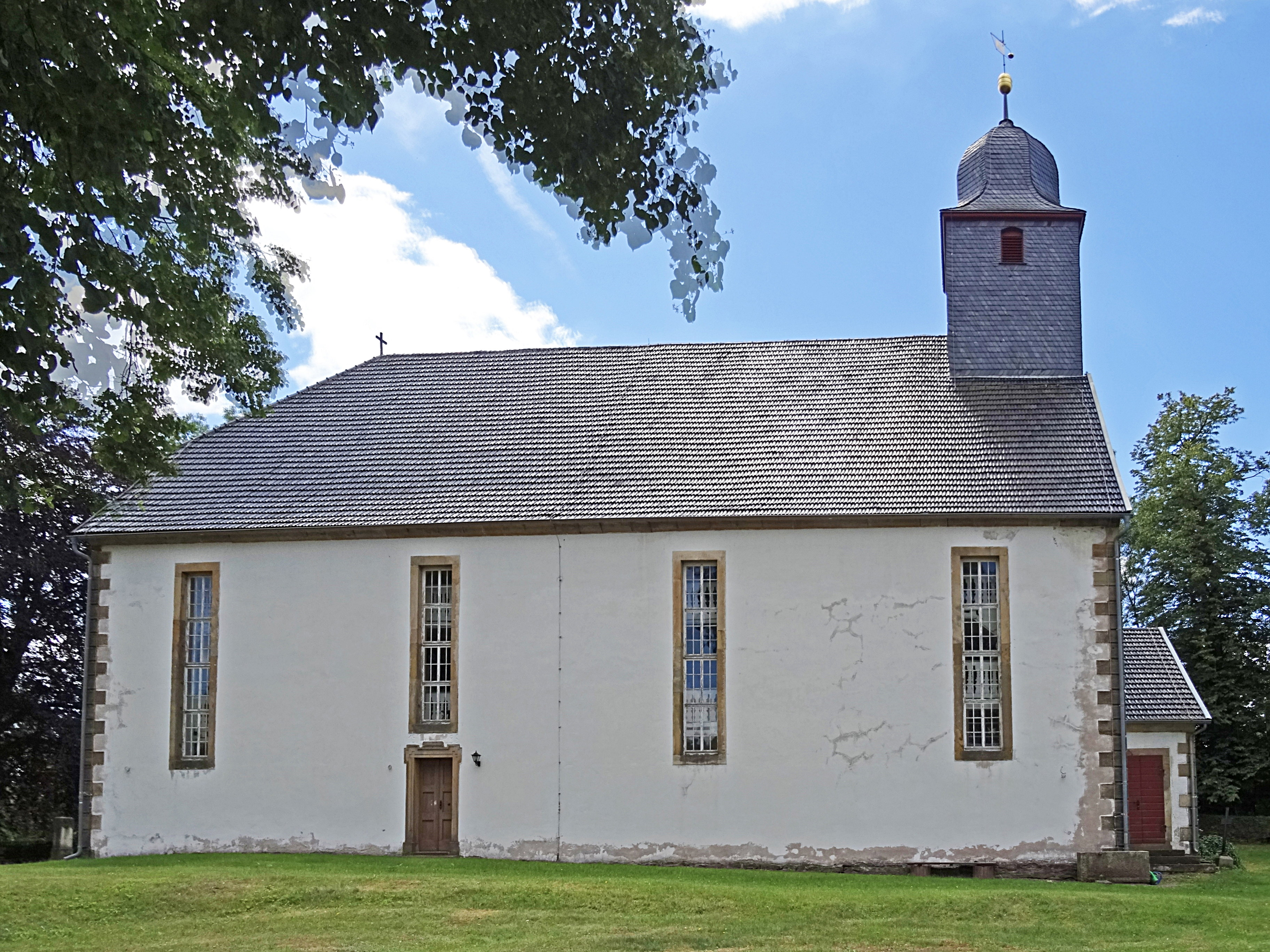
Pfarrkirche St. Immanuel

Altenbergen fiel nach der Reformation, aber noch vor dem Dreißigjährigen Krieg, an die Herzöge von Sachsen und nach 1640 an die Herzöge von Sachsen-Gotha. Das Amt Reinhardsbrunn verwaltete damals das Kirchspiel mit den Kirchgemeinden Altenbergen, Finsterbergen, Catterfeld und Engelsbach. Von 1710 bis 1712 wurde die heutige Immanuelkirche erbaut, deren Grundsteinlegung am 4. August 1710 und deren Einweihung am 8. November 1712 erfolgte. Die Kosten betrugen damals 4000 Gulden, die sich die drei Gemeinden Catterfeld, Altenbergen und Engelsbach teilten. Der Schlussstein über dem Eingangsportal trägt die Jahreszahl 1710. Der Bau wurde nach Plänen des Sachsen-Gothaischen Oberlandbaumeisters Johann Erhard Straßburger (1675–1754) errichtet. Das Baumaterial für die Saalkirche ist das in Tambach gebrochene Rotliegende.
Um den Aufbau hatte sich der Pfarrer Johann August Schönau (* 27. Februar 1677 in Gotha; † 14. Februar 1747 in Altenbergen) verdient gemacht, der 1708 die Stelle als Pfarrer in Altenbergen antrat. Dem Kirchenneubau war eine mehrjährige Gemeindenkrise vorausgegangen, da der letzte Pfarrer der Johanniskirche auf dem Georgsberg, Johann August Eckard (auch Eccardt), den Bau einer Kirche im Tal verhindern wollte. Nachdem er sich dem Entschluss der drei Bürgermeister der Dörfer Altenbergen (Johann Friedrich Ortlepp), Catterfeld (Johannes Kühn) und Engelsbach (Johann Oschmann) nicht mehr widersetzen konnte, wählte er an Heiligabend 1708 den Freitod. Am 18. Oktober 1716 erfolgte auf dem Altenberger Friedhof die erste Bestattung. Die Bestattungen auf dem Alteberg bei der Johanniskirche wurden 1717 eingestellt.
Schönau war zweimal verheiratet. Erstens mit Alexandrina Maria Schramm aus Eisenach am 13. August 1709, mit der er acht Kinder hatte, wovon 4 ins Kindesalter verstarben; Zweitens mit Regina Charitas Schlichtegroll, mit der er sechs Kinder hatte, von denen zwei starben.
Das Innere verfügt über eine Doppelempore, deren Felder 1913 mit Früchte- und Blumenkörben bzw. mit Girlandendekors bemalt wurden. In der Korbmitte des freistehenden Kanzelaltars befindet sich eine Miniaturausgabe des Döllschen Kandelabers und ist mit Goldleisten geschmückt. Die Saaldecke erhielt 1861 eine ornamentale Malerei.
Ende der 1990er Jahre wurde die Kirche vom Neudietendorfer Restaurator Albert Hornemann restauriert. Mit einem Kirchweihfest am 29. August 1999 wurden die Arbeiten offiziell beendet. Die Orgel aus der Werkstatt des Ohrdrufer Orgelbauers Georg Franz Ratzmann stammt aus dem Jahre 1831 und wurde von Orgelbau Schönefeld aus Stadtilm 1999–2002 restauriert. Der Kirchturm erfuhr eine vollständige Sanierung mit Turmknopf und Wetterfahne im Jahre 2002.

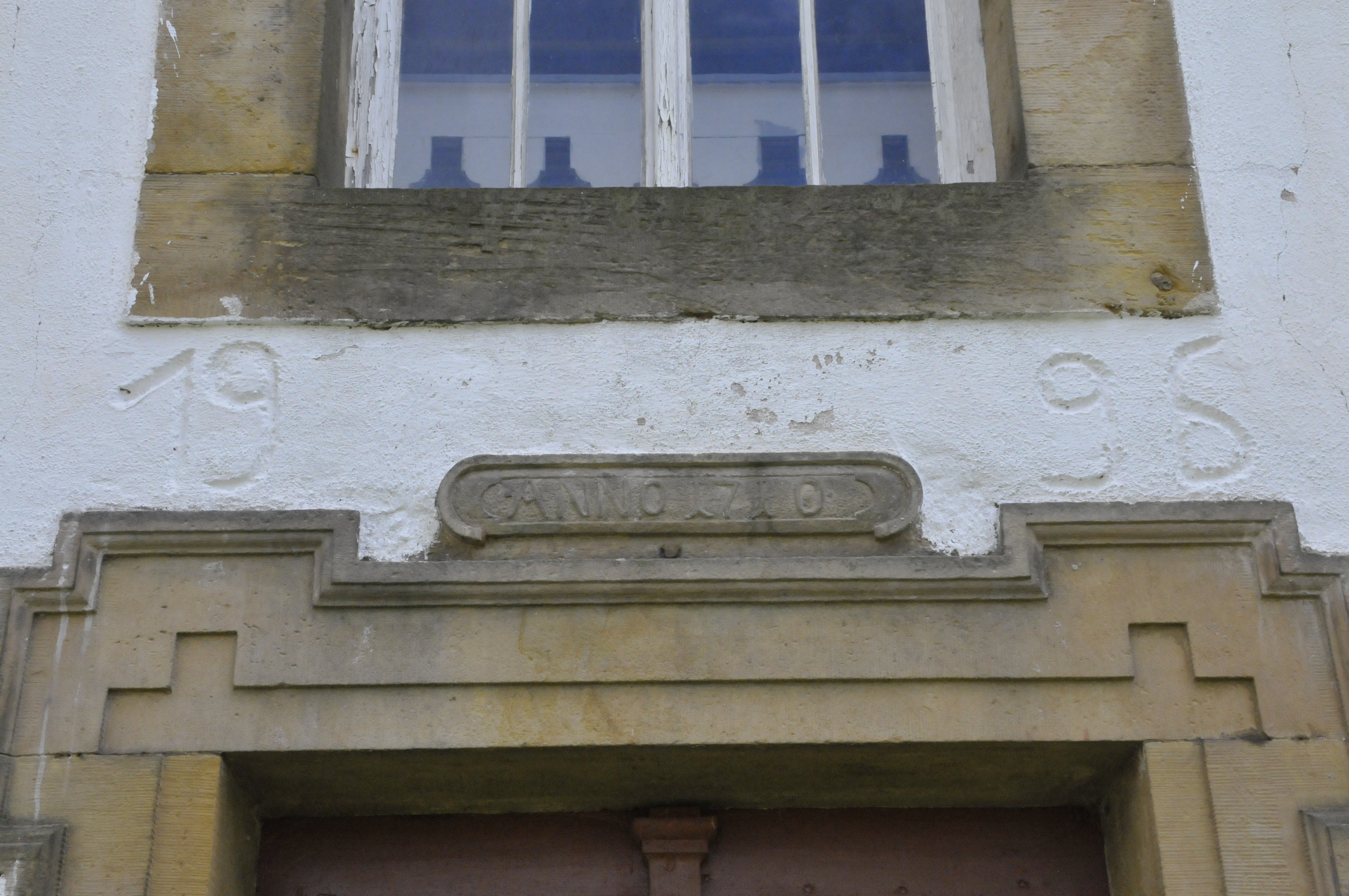
Eingangsportal mit Schlussstein 1710
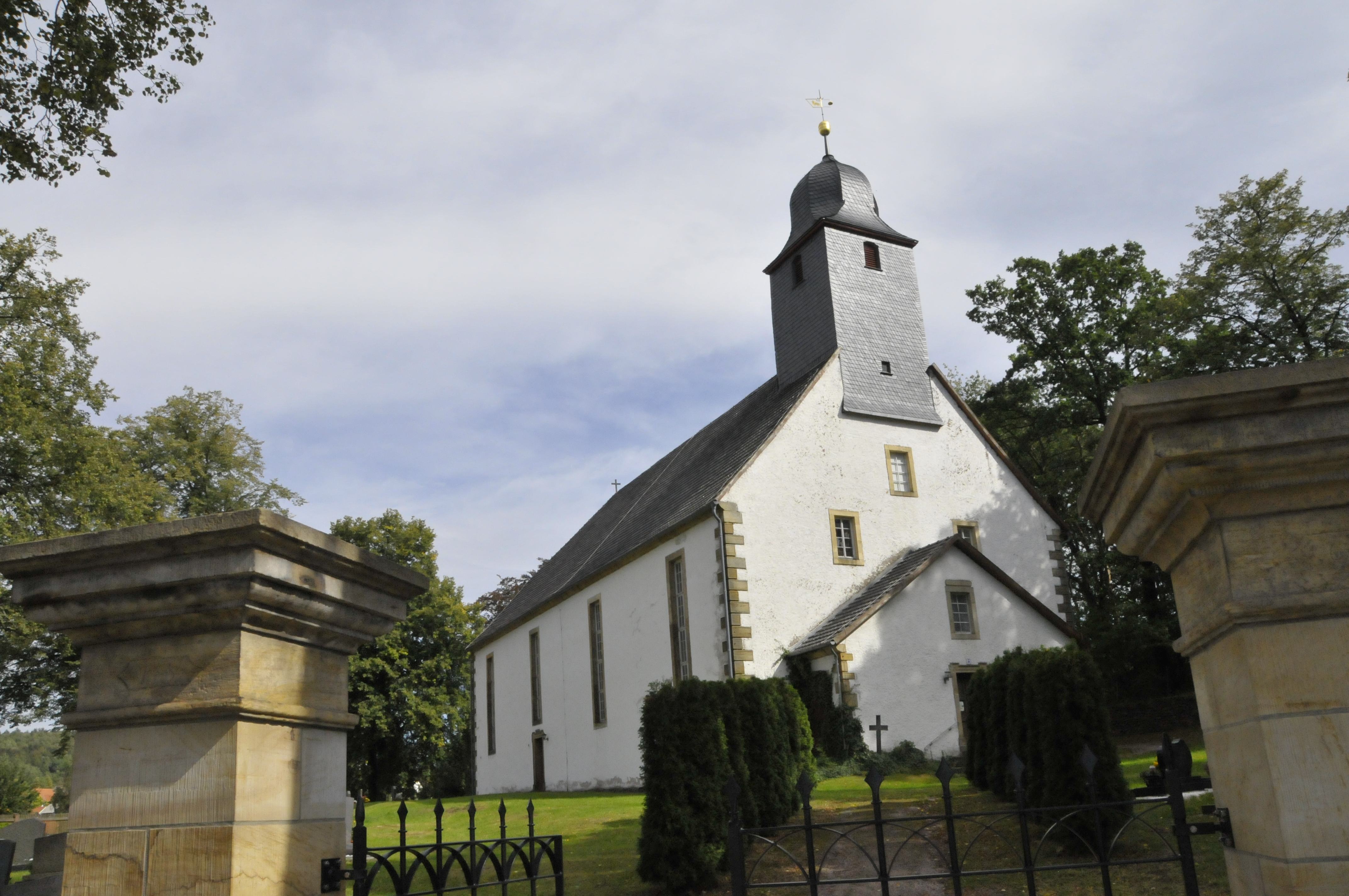
Blick aus Nordwest
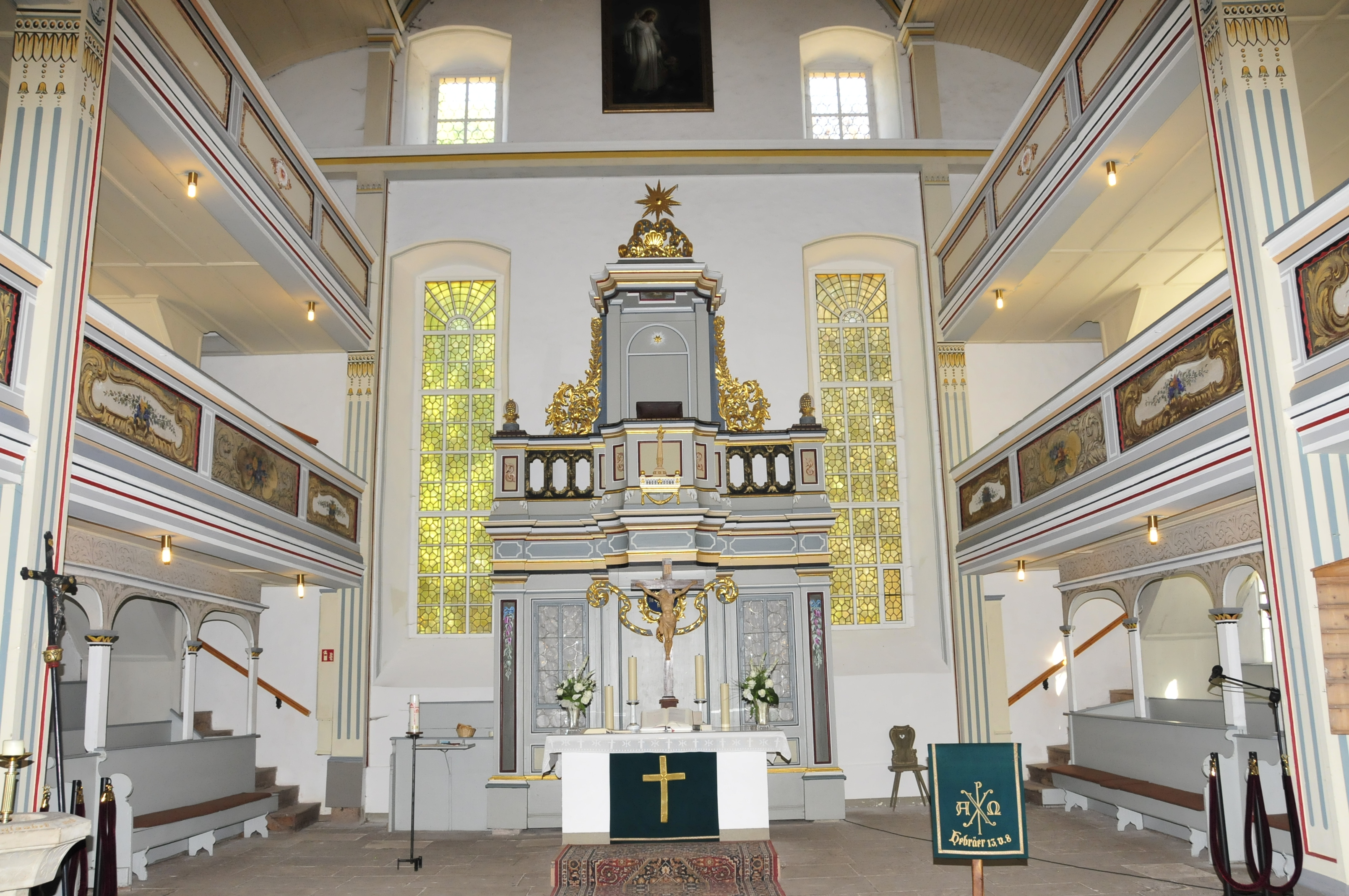
Blick zum Altarraum
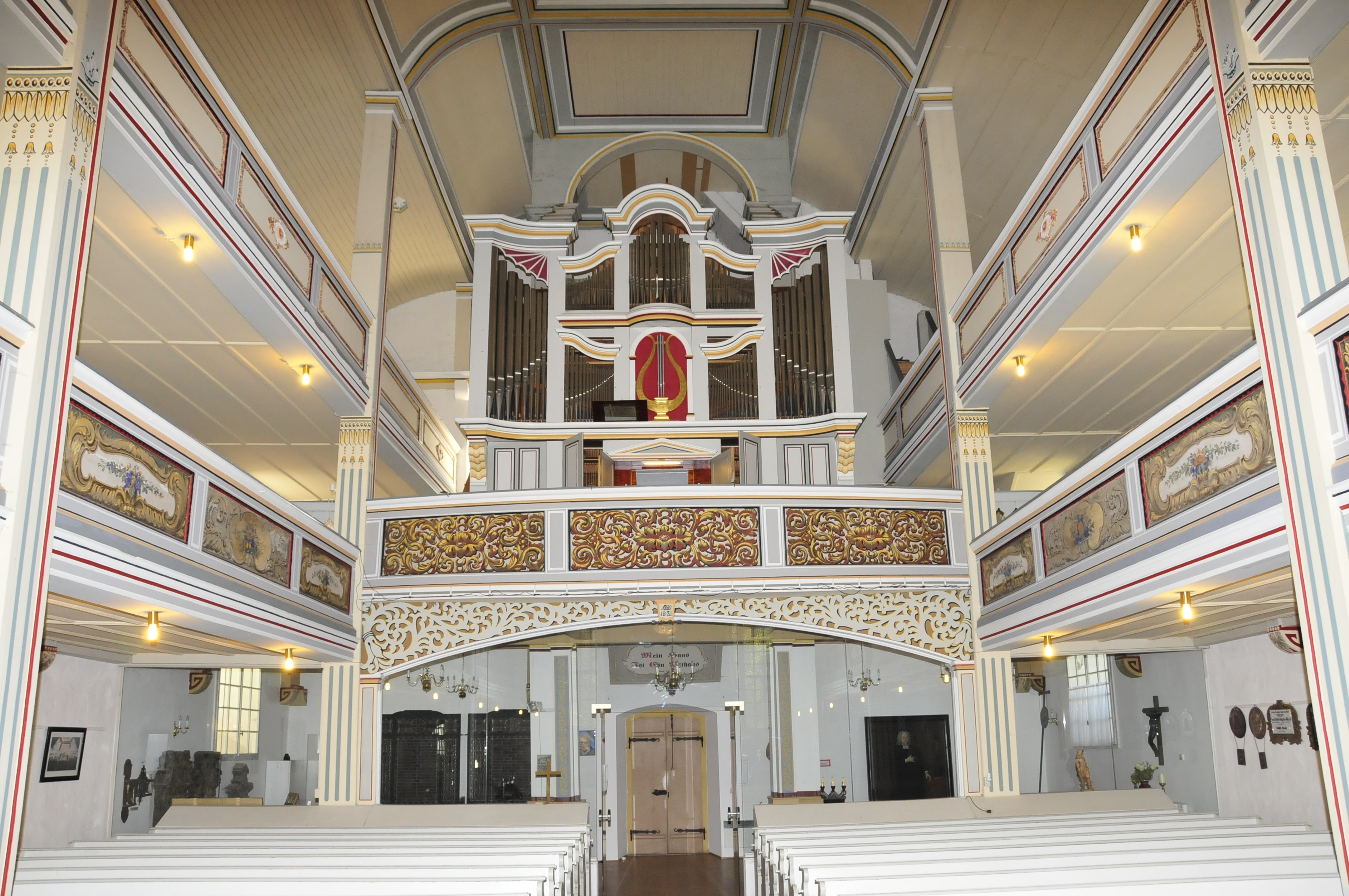
Blick zur Orgelempore
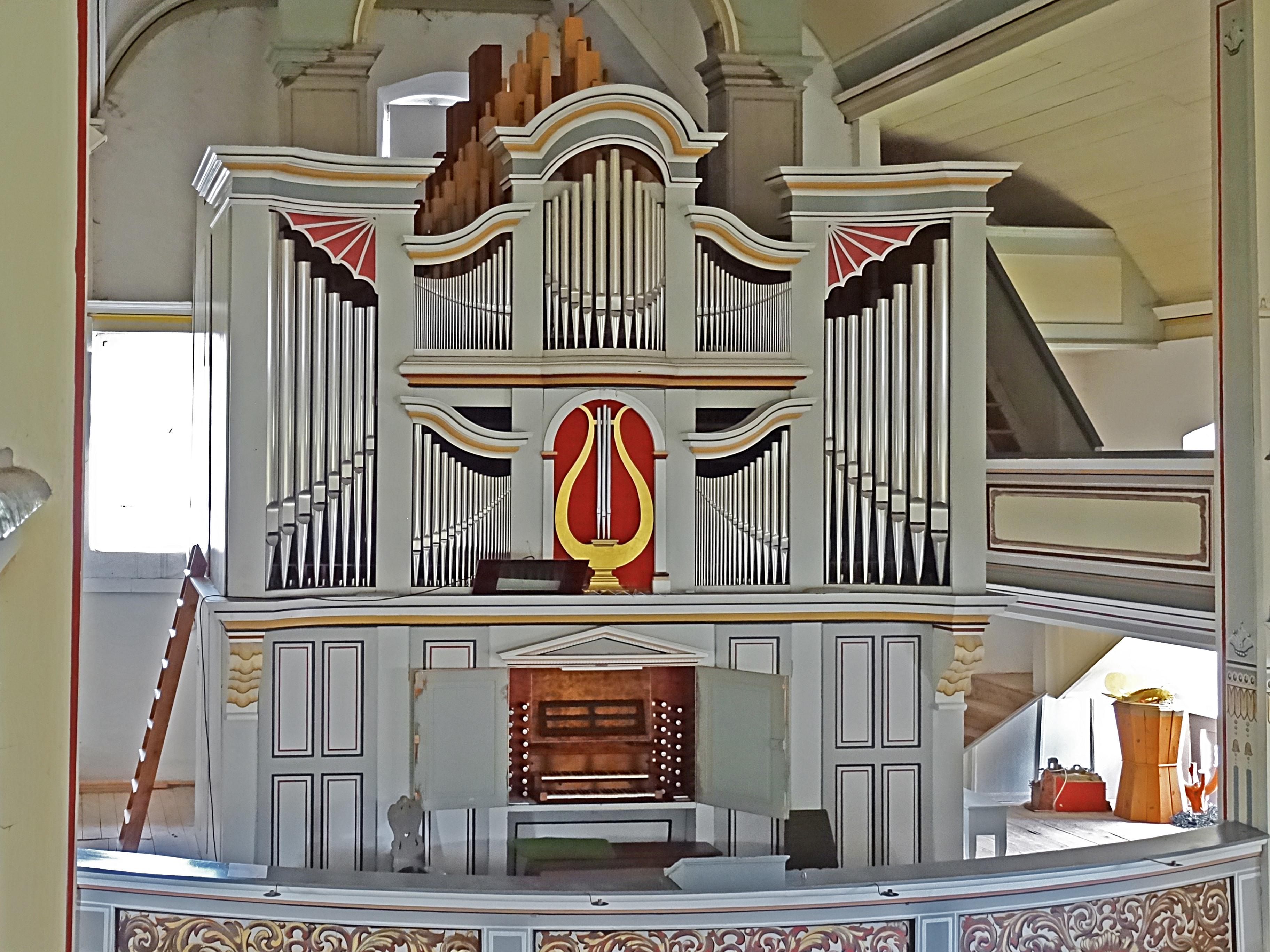
Ratzmann-Orgel
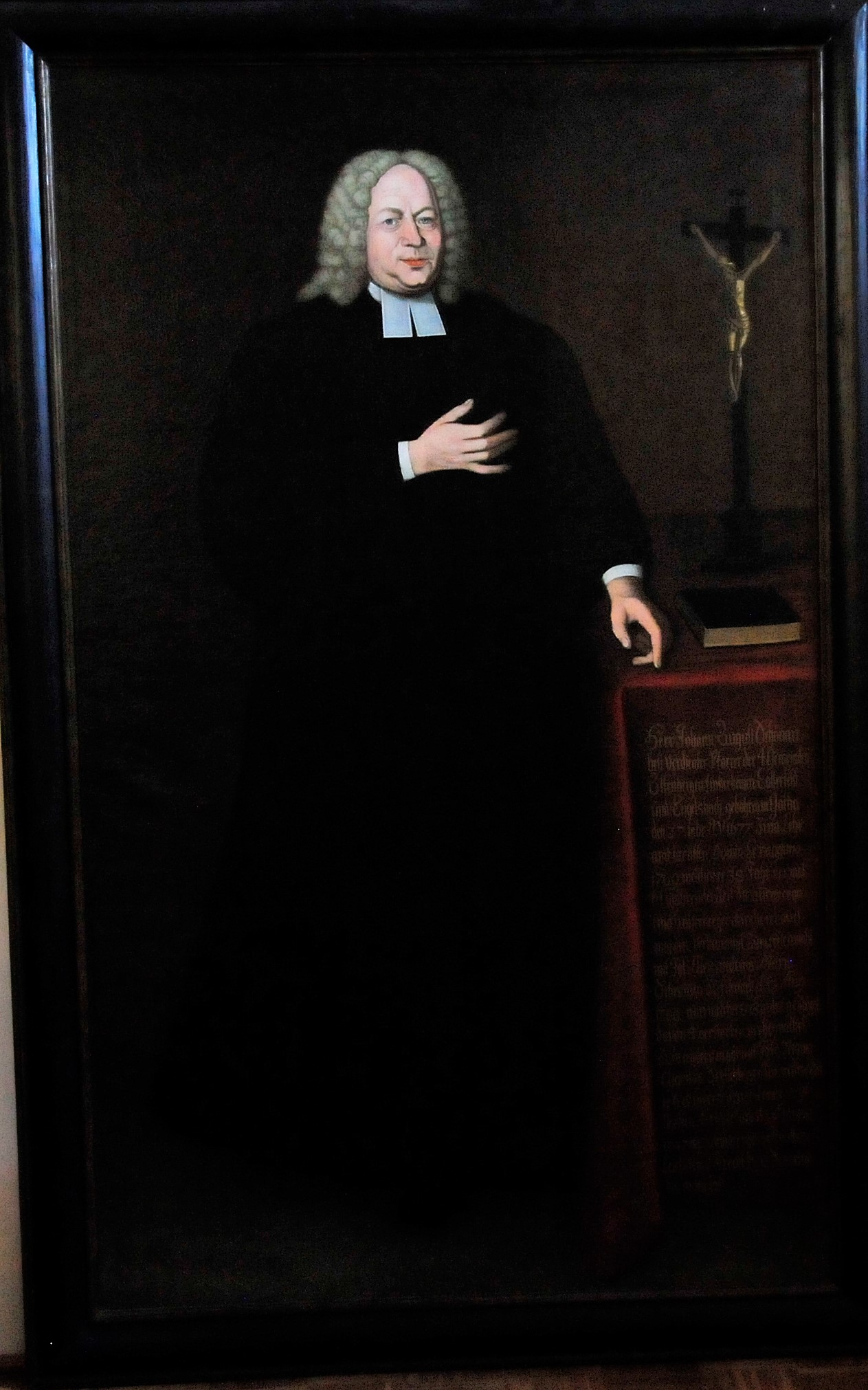
Gemälde, den Pfarrer Johann August Schönau darstellend

### Kloster St. Gabriel der Antiochenisch-Syrisch-Orthodoxen Kirche
Im Frühjahr 2012 begann in Altenbergen der Aufbau des Mutterhauses der Syrisch-Orthodoxen Kirche in Mitteldeutschland. Der Gebäudekomplex eines ehemaligen Betriebsferienlagers am Ortsrand wurde für diesen Zweck erworben (Lage→). Die Einweihung und der Bezug fanden 2014 statt. Der Leiter des Klosters, Metropolit Severius, betonte in einem Interview, dass die zentrale Lage der Region Gotha in Deutschland für die Standortwahl wichtig gewesen sei. Von hier aus lenkt der Metropolit eine Kirchenprovinz mit rund 15.000 Christen in Deutschland, den Niederlanden, Belgien, Frankreich, der Schweiz und an der Westküste der USA.

### Campingplatz Paulfeld

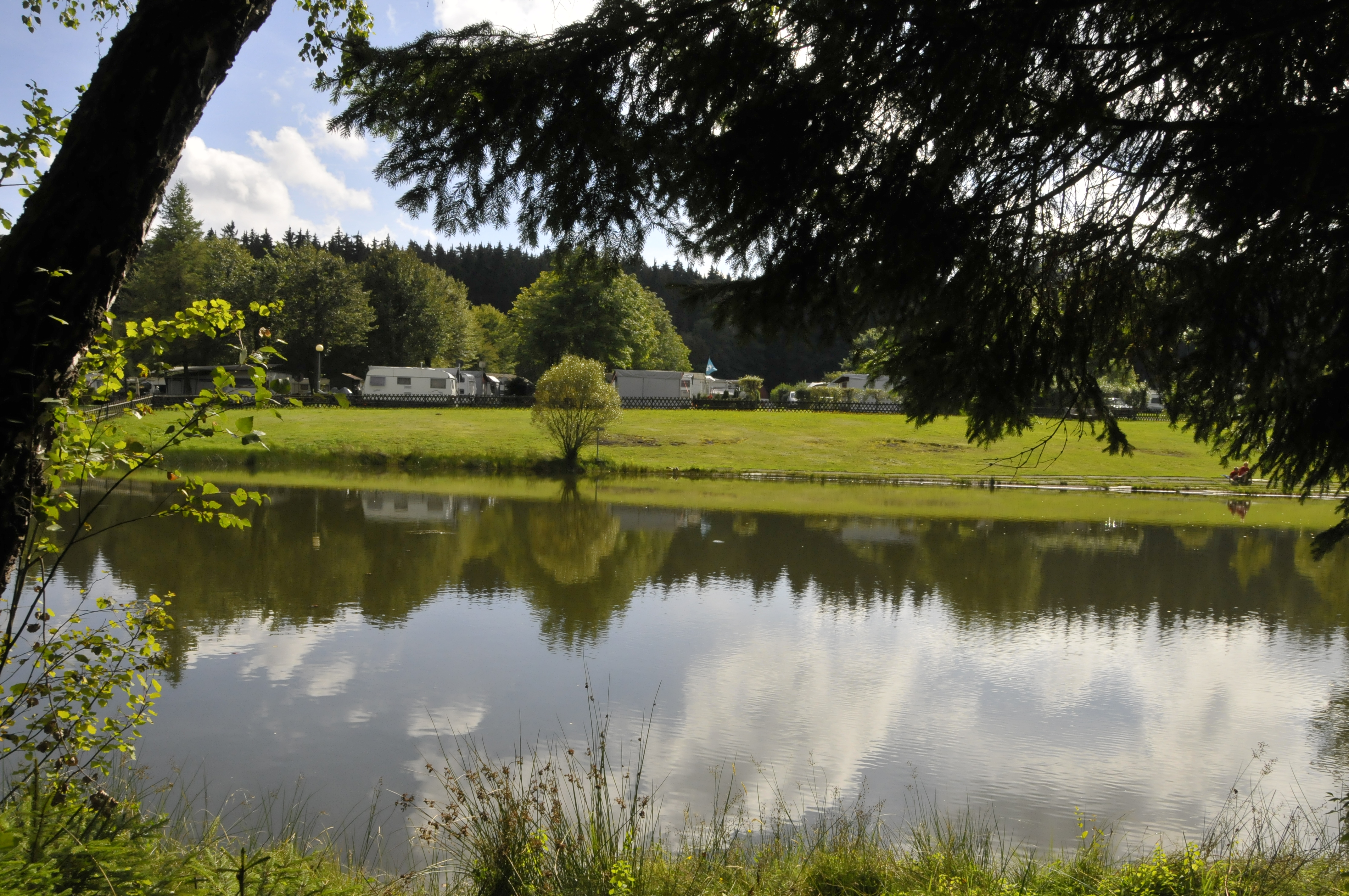
Blick über einen der beiden Campingplatz-eigenen Badeseen

Unweit von Altenbergen, zu erreichen nach 3 km ab der Kreuzung der B88 mit Hauptstraße – hier ist die Wasserscheide Weser-Elbe –, findet man den Campingplatz Paulfeld. Die ersten Camper zelteten hier 1967 auf dem „Feld von Paul“. Der Platz verfügt heute auf 70.000 m2 über 280 Stellplätze für Zelte, Wohnmobile oder Wohnwagengespanne mit jeweils ca. 60–100 m2. Der Platz wird von einer kommunalen GmbH betrieben. Dem Besucher werden neben den notwendigen Einrichtungen eine Gaststätte sowie zwei Badeseen angeboten. (Lage→)

## Nikolaus Brückner
1756 wurde Nikolaus Brückner als ältester Sohn des Holzfällers Johann Michael Brückner aus Altenbergen und seiner Frau Anna-Margareta, geb. Hofmann, aus dem Nachbarort Engelsbach geboren. Seine Jugend verbrachte er mit drei weiteren Brüdern in Altenbergen. Wegen des geringen Lohns, den die Forstverwaltung des Herzogs zahlte, lebte die Familie in bescheidenen, aber gesicherten Verhältnissen. Wie sein Vater arbeitete Nikolaus Brückner im nahen Altenfelder Wald als Holzfäller. 1780 heiratete er die aus Altenbergen stammende Martha Catharina Ortlepp; die Ehe blieb kinderlos. Neben seiner Holzfällerarbeit arbeitete Brückner zum Aufbessern seines Einkommens als Bote für die Kirchgemeinde Altenbergen und erfuhr dabei in Gesprächen mit dem Pfarrer viel Interessantes über die Geschichte der Johanniskirche, die er schon seit seiner Kindheit kannte und die jetzt dem Verfall preisgegeben war. Inzwischen waren die Überreste der Kirche von Pflanzen überwuchert. Brückner entschloss sich, die Erinnerung an die Kirche für die Nachwelt zu erhalten. Im Juni 1808 vermachte er in seinem Testament – er war inzwischen schwer erkrankt und hatte den Tod vor Augen – 20 Gulden der Kirchengemeinde mit dem Wunsch, einen Gedenkstein zur Erinnerung an die Kirche an ihrem früheren Standort aufzustellen. Seinen Grund und Boden, sein Haus und seinen Hausrat vermachte er an seine Familienmitglieder. Das Testament befindet sich im Thüringer Staatsarchiv Gotha, Justizamt Georgenthal.